# Tom Blake's Redemption
Tom Blake's Redemption è un cortometraggio muto del 1913 diretto da Albert W. Hale e Lorimer Johnston. Il film aveva tra gli interpreti J. Warren Kerrigan e Vivian Rich.

## Trama
Trama in (EN)  di Moving Picture World  su IMDb

## Produzione
Il film fu prodotto dalla Flying A (American Film Manufacturing Company).

## Distribuzione
Distribuito dalla Mutual, il film - un cortometraggio in una bobina - uscì nelle sale cinematografiche statunitensi il 24 luglio 1913.